# Serazereux
Serazereux – miejscowość i gmina we Francji, w Regionie Centralnym, w departamencie Eure-et-Loir.
Według danych na rok 1990 gminę zamieszkiwało 421 osób, a gęstość zaludnienia wynosiła 27 osób/km² (wśród 1842 gmin regionu Centre Serazereux plasuje się na 742. miejscu pod względem liczby ludności, natomiast pod względem powierzchni na miejscu 856.).